# Championnat d'Oman de football 2009-2010
Navigation
Saison précédente Saison suivante
La saison 2009-2010 du Championnat d'Oman de football est la trente-quatrième édition de la première division au sultanat d'Oman, l'Oman League. Elle rassemble les douze meilleurs clubs du pays au sein d'une poule unique où ils s'affrontent à deux reprises, à domicile et à l'extérieur. En fin de saison, les deux derniers du classement sont relégués et remplacés par les deux meilleurs clubs de deuxième division tandis que le 10e doit affronter le 3e de D2 en barrage de promotion-relégation.
C'est le club d'Al-Suwaiq, l'une des équipes promues de D2, qui remporte le championnat cette saison après avoir terminé en tête du classement final, avec trois points d'avance sur Dhofar Club et quatre sur le tenant du titre, Al Nahda Club. C'est le tout premier titre de champion d'Oman de l'histoire du club.

## Les clubs participants
| - Al-Suwaiq - Promu de D2 - Oman Club - Promu de D2 - Dhofar Club - Saham Club - Al-Shabab Seeb - Al Nasr Salalah | - Mascate FC - Al-Seeb Sports Club - Al Oruba Sur - Al-Khabourah SC - Al-Tali'aa - Al Nahda Club |

## Compétition
Le barème de points servant à établir le classement se décompose ainsi :
- Victoire : 3 points
- Match nul : 1 point
- Défaite : 0 point

### Classement
| Rang | Équipe              | Pts | J  | G  | N | P  | Bp | Bc | Diff |
| ---- | ------------------- | --- | -- | -- | - | -- | -- | -- | ---- |
| 1    | Al-SuwaiqP          | 44  | 22 | 13 | 5 | 4  | 30 | 18 | +12  |
| 2    | Dhofar Club         | 41  | 22 | 12 | 5 | 5  | 33 | 26 | +7   |
| 3    | Al Nahda ClubT      | 40  | 22 | 12 | 4 | 6  | 29 | 21 | +8   |
| 4    | Mascate Club        | 30  | 22 | 7  | 9 | 6  | 26 | 22 | +4   |
| 5    | Al Tali'aa          | 27  | 22 | 7  | 6 | 9  | 21 | 28 | -7   |
| 6    | Saham ClubC         | 27  | 22 | 7  | 6 | 9  | 19 | 26 | -7   |
| 7    | Al Nasr Salalah     | 26  | 22 | 6  | 8 | 8  | 25 | 27 | -2   |
| 8    | Al-Shabab Seeb      | 25  | 22 | 7  | 4 | 11 | 30 | 25 | +5   |
| 9    | Oman ClubP          | 25  | 22 | 6  | 7 | 9  | 27 | 29 | -2   |
| 10   | Al Oruba Sur        | 25  | 22 | 6  | 7 | 9  | 18 | 22 | -4   |
| 11   | Al-Khabourah SC     | 24  | 22 | 5  | 9 | 8  | 20 | 27 | -7   |
| 12   | Al-Seeb Sports Club | 24  | 22 | 6  | 6 | 10 | 19 | 26 | -7   |

|  | Qualification pour la Coupe de l'AFC 2011                                                    |
|  | Qualification pour la Coupe de l'AFC 2010 et pour la Coupe du golfe des clubs champions 2011 |
|  | Qualification pour la Coupe du golfe des clubs champions 2011                                |
|  | Participation au barrage de promotion-relégation                                             |
|  | Relégation directe en deuxième division                                                      |
|  | T : Tenant du titre C : Vainqueur de la Coupe d'Oman P : Promu de D2                         |

### Matchs
| Résultats (▼dom., ►ext.) | Kha | Nah | Nas | Oru | Sha | See | Suw | Tal | Dho | Mas | Oma | Sah |
| Al-Khabourah SC          |     | 2-2 | 3-2 | 1-1 | 0-2 | 1-1 | 0-0 | 3-1 | 1-3 | 1-1 | 1-1 | 0-1 |
| Al Nahda Club            | 1-0 |     | 1-0 | 3-2 | 2-1 | 2-1 | 2-1 | 2-0 | 1-2 | 0-2 | 0-0 | 1-0 |
| Al Nasr Salalah          | 2-0 | 0-3 |     | 0-0 | 1-0 | 3-0 | 1-1 | 2-0 | 1-2 | 1-0 | 0-2 | 0-0 |
| Al Oruba Sur             | 0-1 | 1-0 | 0-0 |     | 1-1 | 0-1 | 2-3 | 1-1 | 0-2 | 2-1 | 2-1 | 0-0 |
| Al-Shabab Seeb           | 5-0 | 2-0 | 2-3 | 2-0 |     | 0-0 | 0-2 | 2-1 | 1-1 | 0-1 | 1-1 | 0-1 |
| Al-Seeb Sports Club      | 0-0 | 1-0 | 2-2 | 0-1 | 2-0 |     | 0-1 | 0-1 | 3-1 | 1-4 | 0-0 | 1-1 |
| Al-Suwaiq                | 1-0 | 2-0 | 2-1 | 0-1 | 0-4 | 2-0 |     | 0-1 | 2-0 | 1-1 | 3-1 | 1-0 |
| Al Tali'aa               | 0-2 | 0-3 | 4-2 | 0-0 | 3-2 | 1-0 | 0-2 |     | 1-2 | 0-0 | 1-1 | 0-1 |
| Dhofar Club              | 0-0 | 2-2 | 1-0 | 2-1 | 1-0 | 1-2 | 3-4 | 1-2 |     | 1-0 | 2-1 | 2-1 |
| Mascate Club             | 1-1 | 0-0 | 1-1 | 0-2 | 2-1 | 2-0 | 1-1 | 0-0 | 2-2 |     | 3-1 | 1-2 |
| Oman Club                | 2-1 | 1-2 | 1-1 | 1-0 | 1-3 | 2-2 | 0-1 | 0-2 | 1-1 | 3-0 |     | 4-0 |
| Saham Club               | 0-2 | 1-2 | 2-2 | 2-1 | 2-1 | 1-0 | 0-0 | 2-2 | 0-1 | 0-3 | 1-2 |     |

#### Barrage de promotion-relégation
| Équipe 1     | Résultat | Équipe 2        | Aller | Retour |
| ------------ | -------- | --------------- | ----- | ------ |
| Al Oruba Sur | 2 - 1    | (D2) Fanja Club | 0 - 0 | 2 - 1  |

- Les deux clubs se maintiennent dans leur championnat respectif.

## Bilan de la saison
| Championnat d'Oman de football 2009-2010                        |                       |
| Champion                                                        | Al-Suwaiq (1er titre) |
| Coupes et trophées                                              |                       |
| Vainqueur de la Coupe d'Oman 2009-2010                          | Saham Club            |
| Qualifications continentales                                    |                       |
| Coupe de l'AFC 2011                                             | Al-Suwaiq             |
| Coupe de l'AFC 2010                                             | Saham Club            |
| Coupe du golfe des clubs champions 2011                         | Dhofar Club           |
| Coupe du golfe des clubs champions 2011                         | Saham Club            |
| Promotions et relégations                                       |                       |
| Promus en Oman League                                           | Al-Hilal Salalah      |
| Promus en Oman League                                           | Al Ahli Sedab         |
| Relégués en Championnat d'Oman de football de deuxième division | Al-Khabourah SC       |
| Relégués en Championnat d'Oman de football de deuxième division | Al-Seeb Sports Club   |